# Daniel Sturla Berhouet
Daniel Fernando Sturla Berhouet S.D.B. (Montevidéu, 4 de julho de 1959 ) é um cardeal católico uruguaio. É o atual arcebispo de Montevidéu desde fevereiro de 2014.

## Biografia
Entrou para a Pia Sociedade de São Francisco de Sales na província do Uruguai. Foi para o noviciado em 1979 e a primeira profissão em 31 de janeiro de 1980. Após a obtenção do bacharelado em direito civil no Instituto João XXIII, ele completou os estudos de filosofia e ciências da educação no Instituto Salesiano "Miguel Rúa", em Montevidéu. Estudou teologia no Instituto Teológico del Uruguay Mariano Soler, obtendo a licenciatura em teologia em 2006.
Foi ordenado padre em 21 de novembro de 1987, na Paróquia María Auxiliadora em Canelones pelo então arcebispo de Montevidéu, Dom José Gottardi Cristelli, S.D.B. Nomeado Vigário do Noviciado Salesiano e pós-noviciado. Foi diretor do noviciado salesiano e mestre de noviços, diretor do Instituto Pré-Universitário Juan XXIII e professor de História da Igreja. Em 28 de outubro de 2008, ele foi nomeado Inspetor Salesiano, no Uruguai. Em 27 de maio de 2009, ele foi eleito presidente da Conferência dos Religiosos do Uruguai (CONFRU).
Eleito bispo-titular de Felbes e nomeado bispo-auxiliar de Montevidéu pelo Papa Bento XVI, em 10 de dezembro de 2011, foi consagrado em 4 de março de 2012, na Catedral de Montevidéu, por Nicolás Cotugno Fanizzi, SDB, arcebispo de Montevidéu, assistido por Arturo Eduardo Fajardo Bustamante, bispo de San José de Mayo e por Milton Luis Tróccoli Cebedio, bispo-titular de Munaziana, bispo-auxiliar de Montevidéu. Na Conferência Episcopal do Uruguai, ele era o responsável do Departamento de Missões e dos leigos.
Promovido para a sé metropolitana de Montevidéu, em 11 de fevereiro de 2014, tomou posse da Sé em 9 de março na Catedral Metropolitana, numa missa com a participação de vários destaques no campo da política, como o Presidente da República, José Mujica, o ex-presidente Luis Alberto Lacalle, entre outras figuras. Também participaram membros reconhecidos das forças armadas e adoradores de outras religiões, como a Igreja Evangélica e da Comunidade Judaica. Recebeu o pálio do Papa Francisco em 29 de junho de 2014, na Basílica de São Pedro.
Em 4 de janeiro de 2015, o Papa Francisco anunciou a sua criação como cardeal, no Consistório Ordinário Público de 2015. Foi criado cardeal-presbítero de Santa Gala, recebendo o barrete e o anel cardinalício em 14 de fevereiro e tomando posse do título em 17 de maio.
Em 18 de março de 2020, o papa o nomeou membro da Comissão Cardinalícia da Administração do Patrimônio da Sé Apostólica.
Em 1 de junho de 2022, o Papa Francisco o nomeou como membro da Congregação para o Culto Divino e Disciplina dos Sacramentos.

## Obras
- 1916-1917: Separación de la Iglesia y el Estado en el Uruguay, Instituto Teológico del Uruguay Mariano Soler, Libro Anual, 1993
- ¿Santa o de Turismo? Calendario y secularización en el Uruguay, Instituto Superior Salesiano, colección Proyecto Educativo, 2010